# Damas-aux-Bois
Damas-aux-Bois é uma comuna francesa na região administrativa de Grande Leste, no departamento de Vosges. Estende-se por uma área de 29,46 km². Em 2010 a comuna tinha 275 habitantes (densidade: 9,3 hab./km²).